# 科尔泰站
科尔泰站是法国的一个铁路车站，位于法国科西嘉城市科尔泰。该站位于科西嘉岛上，不与法国本土的铁路网连接。

## 位置
科尔泰站位于科尔泰市区的东部，大致呈南北走向，开口朝西，面向市区。

## 停靠线路
以下列车线路在科尔泰站停靠：
| 科尔泰站列车线路表 |              |          |                 |              |
| 线路               | 车种         | 上一站   | 下一站          | 大致运行频率 |
| 巴斯蒂亚—阿雅克肖  | Grande Ligne | 索韦里亚 | 博齐奥-里文托萨 | 每天3~6趟    |
| 巴斯蒂亚—科尔泰    | Grande Ligne | 索韦里亚 | （终点）        | 每天1趟      |
| 1.                 |              |          |                 |              |

## 配套交通

### 城际客运
| 停靠科尔泰站的大巴车 |                                |                                                                       |
| 上下车地点           | 运营单位                       | 主要目的地                                                            |
| 科尔泰站门口         | 科西嘉公共交通公司 Corsica Bus | 韦尔吉奥岭                                                            |
| 科尔泰站门口         | CFC                            | （当某条铁路线施工或罢工时，CFC可能会提供途径该线路沿途站点的大巴车） |
| 1. 2. 3.             |                                |                                                                       |

### 市内交通
| 科尔泰站附近的公交线路 |              |                                           |
| 公交车站名称           | 位置         | 停靠线路                                  |
| Gare                   | 科尔泰站门口 | 校车1线、城市1线（内环）、城市2线（外环） |

## 临近车站
| 科尔泰站（Gare d'Corte）       |                        |                         |
| 上行车站                       | 线路                   | 下行车站                |
| 索韦里亚 8.6km ←               | 巴斯蒂亚－阿雅克肖铁路 | 博齐奥-里文托萨 → 8.2km |
| - 本表仅显示运营中的线路及车站 |                        |                         |